# Termostat (silnik spalinowy)

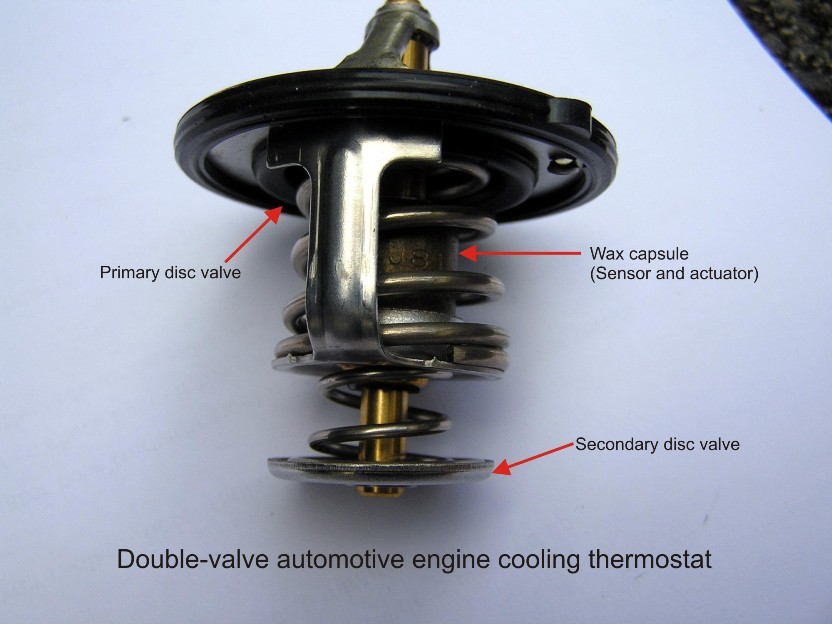
Dwuzaworowy termostat samochodowy

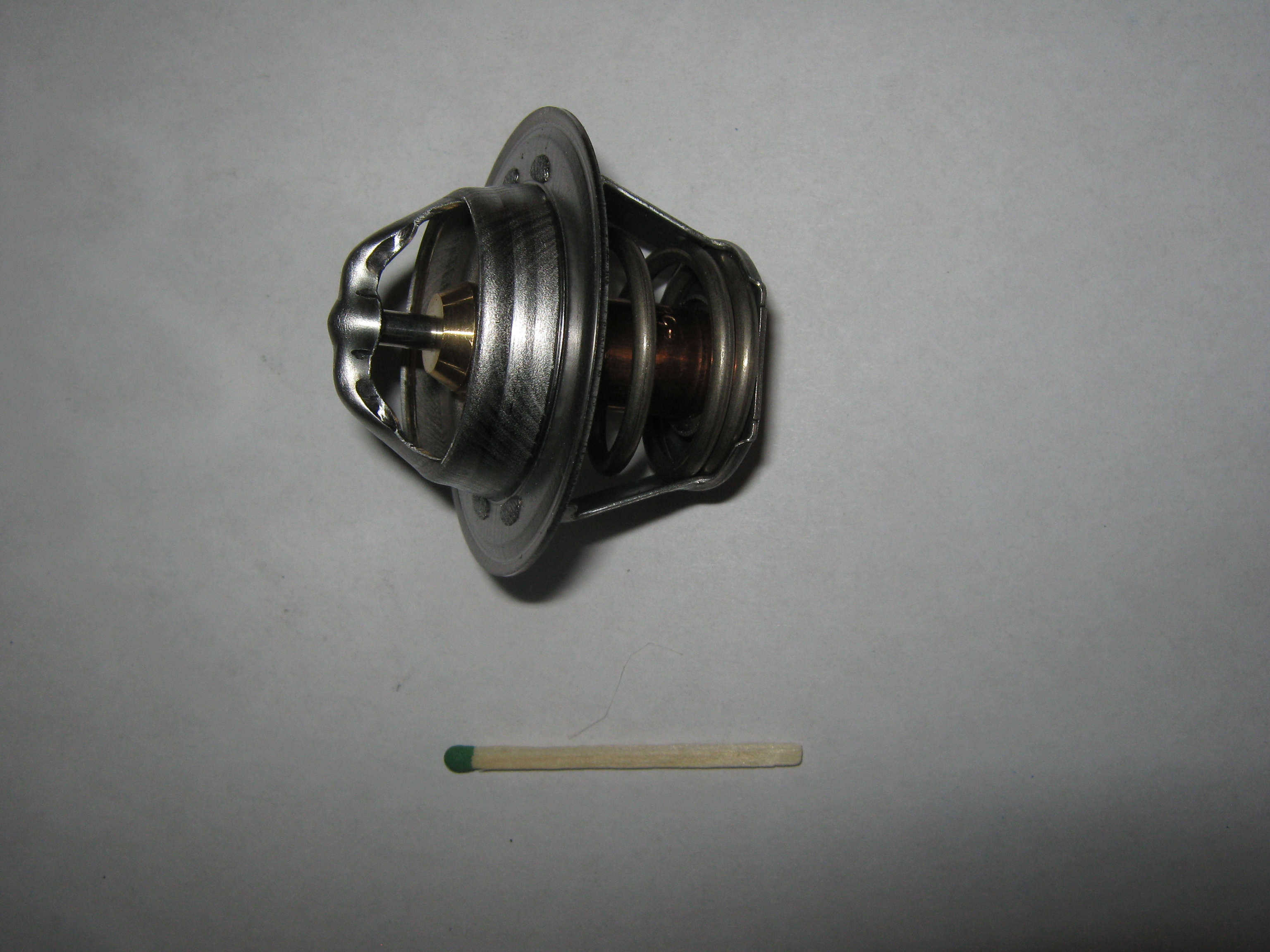
Termostat samochodu osobowego

Termostat – element cieczowego układu chłodzenia w tłokowym silniku spalinowym, który w zależności od temperatury cieczy chłodzącej kieruje jej strumień do tzw. "małego" lub "dużego" obiegu.
Jako elementy wykonawcze termostatu stosuje się mieszki wypełnione substancją o niskiej temperaturze wrzenia lub ciecze o dużej rozszerzalności cieplnej oraz substancje zmieniające objętość przy topnieniu. 

## Działanie
Gdy temperatura cieczy chłodzącej jest poniżej 80 °C (zimny silnik) mieszek kurczy się przez co zamyka zawór kierujący ciecz do chłodnicy. Ciecz przepływa przez otwarty zawór do pompy (tzw. mały obieg).
Z chwilą gdy temperatura cieczy wzrasta powyżej 90 °C mieszek rozszerza się. Zawór kierujący ciecz do chłodnicy zostaje otwarty, zaś do pompy zamknięty. Ciecz wówczas przepływa przez chłodnicę (tzw. duży obieg).
Obecnie wielu producentów samochodów stosuje termostat, który wykonany jest na nieco wyższą temperaturę otwarcia oraz posiada wbudowaną grzałkę o mocy kilkunastu Watów. Przy małych obciążeniach termostat utrzymuje podwyższoną temperaturę silnika ok. 100-110 °C co wpływa korzystnie na zużycie paliwa i zawartość substancji szkodliwych w spalinach,
natomiast przy dużych obciążeniach sterownik silnika włącza grzałkę i steruje jej mocą w celu wymuszenia  otwarcia zaworu przy temperaturze cieczy chłodzącej ok. 80 - 90 °C. Poprzez regulację prądu grzałki uzyskuje się żądaną temperaturę cieczy zgodnie z programem zapisanym w sterowniku. 
Zasada działania termostatu pozostaje nadal niezmieniona, jedynie grzałka ma za zadanie "oszukać" termostat dając możliwość jego regulowania.